# Philodendron pulchrum
Philodendron pulchrum är en kallaväxtart som beskrevs av Graziela Maciel Barroso. Philodendron pulchrum ingår i släktet Philodendron och familjen kallaväxter. Inga underarter finns listade.